# Charoides pepoata
Charoides pepoata är en skalbaggsart som beskrevs av Martins och Maria Helena M. Galileo 1996. Charoides pepoata ingår i släktet Charoides och familjen långhorningar. Inga underarter finns listade i Catalogue of Life.